# Nemobiodes madderi
Nemobiodes madderi is een rechtvleugelig insect uit de familie krekels (Gryllidae). De wetenschappelijke naam van deze soort is voor het eerst geldig gepubliceerd in 1964 door Fernando.